# Ctenosaura acanthura
Espèce
Synonymes
- Lacerta acanthura Shaw, 1802
- Cyclura teres Harlan, 1825
- Ctenosaura cycluroides Wiegmann, 1828
- Cyclura shawii Gray, 1831
- Iguana armata Gray, 1831
- Iguana bellii Gray, 1831
- Iguana lanceolata Gray, 1831
- Cyclura articulata Wiegmann, 1834
- Cyclura denticulata Wiegmann, 1834
- Cyclura semicristata Fitzinger, 1843
- Ctenosaura multispinis Cope, 1886

Ctenosaura acanthura est une espèce de sauriens de la famille des Iguanidae.

## Répartition
Cette espèce est endémique du Mexique. Elle se rencontre du Tamaulipas à l'Oaxaca.

## Publication originale
- Shaw, 1802 : General Zoology, or Systematic Natural History. vol. 3, n. 2, p. 313-615 (texte intégral).